# Oskar J. Andersson
Oskar J. Andersson, född Jan Oskar Andersson, född 17 september 1992 i Åmål, Västra Götalands län, är en svensk travkusk och travtränare. Sedan mars 2019 driver han sitt eget travstall, OJA Racing på sin gård i Sätra brunn söder om Sala. Han innehar proffslicens vid Romme travbana.

## Karriär

### Tidig karriär
Oskar J. Andersson inledde sin travkarriär i Tösse, strax utanför Åmål, där hans pappa haft flera hästar på gården de bodde på. I unga år lärde han sig också att sko hästar, något han senare skulle få nytta av i sin travkarriär.
2011 började Andersson att jobba hos Jörgen Westholm, och fick med tiden mer ansvar och fler chanser att köra lopp, vilket gjorde att han tillhörde lärlingseliten redan 2012. 2014 deltog han i Europeiskt mästerskap för lärlingar på Mallorca, där han slutade på fjärde plats. Han har även kört lopp i Frankrike, Norge och Nya Zeeland. I april 2017 vann han Klass II-finalen, med Radjah d'Inverne, tränad av Jörgen Westholm. Ekipaget var spelat till 58 gånger pengarna, och segern var värd 200 000 kronor. Under 2017 vann han även E3-revanschen med Sunwapta Goj, tränad av Malin A. Karlsson.

### Proffstränare
Efter åtta år i Jörgen Westholms stall tog Andersson ut proffslicens i mars 2019, och driver sedan dess sitt eget travstall på sin gård i Sätra brunn söder om Sala, något som han aviserade redan i slutet av 2018.

## Utmärkelser
- 2012 – Årets komet[12][13]
- 2013 – Stig H-stipendiet[14][15]

## Segrar i större lopp
| År   | Lopp           | Häst             | Tränare           | Grupp   |
| ---- | -------------- | ---------------- | ----------------- | ------- |
| 2017 | Klass II-final | Radjah d'Inverne | Jörgen Westholm   |         |
| 2017 | E3-revanschen  | Sunwapta Goj     | Malin A. Karlsson | Grupp 2 |